# Alte Schule (Linderte)

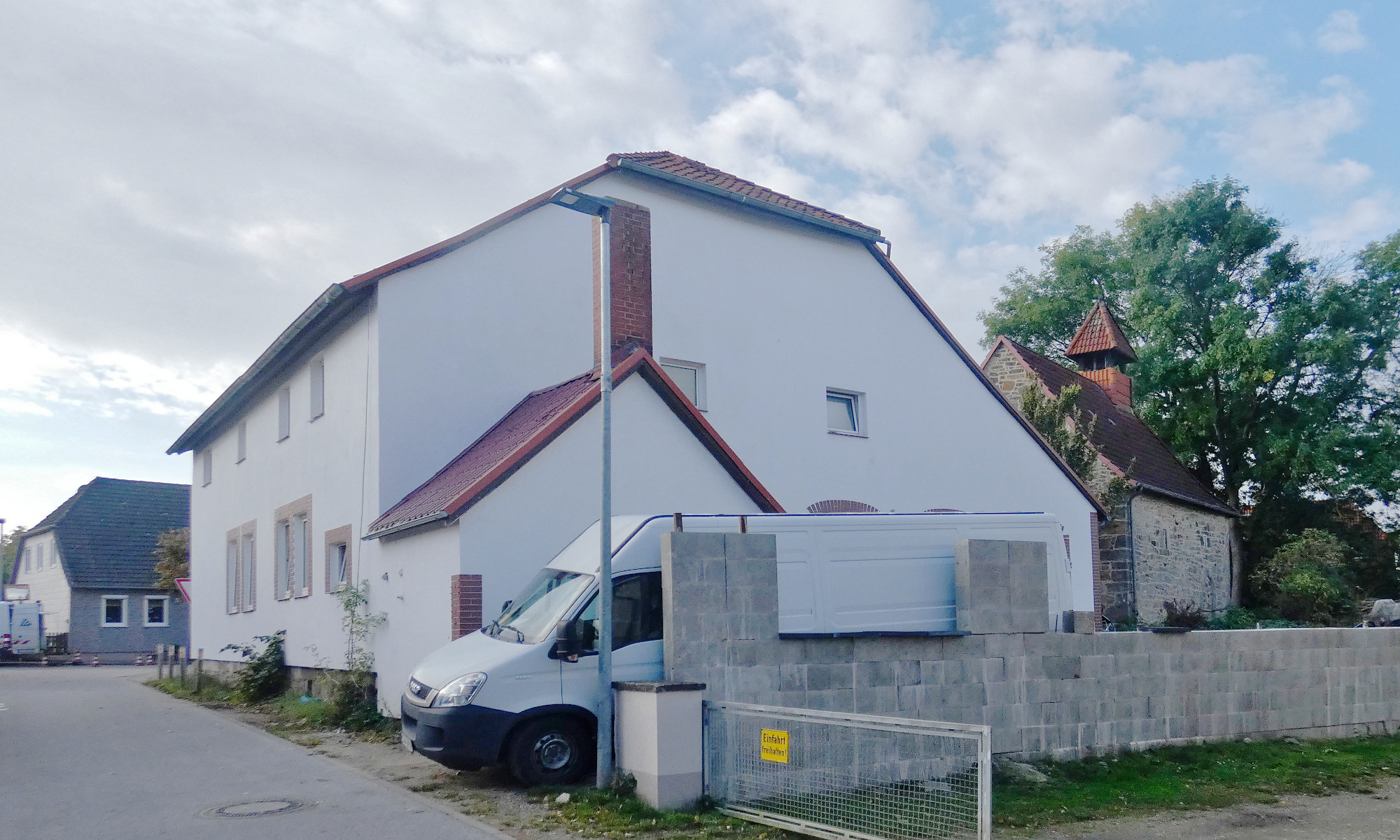
Das ehemalige Schulhaus in Linderte

Die Alte Schule ist ein denkmalgeschütztes früheres Schulgebäude in Linderte, einem Stadtteil von Ronnenberg in der Region Hannover in Niedersachsen.
Nach der Auflösung der Schule im Jahr 1966 beherbergte das Gebäude eine Verwaltungsnebenstelle und wurde danach zu einem Wohnhaus umgebaut.

## Geschichte

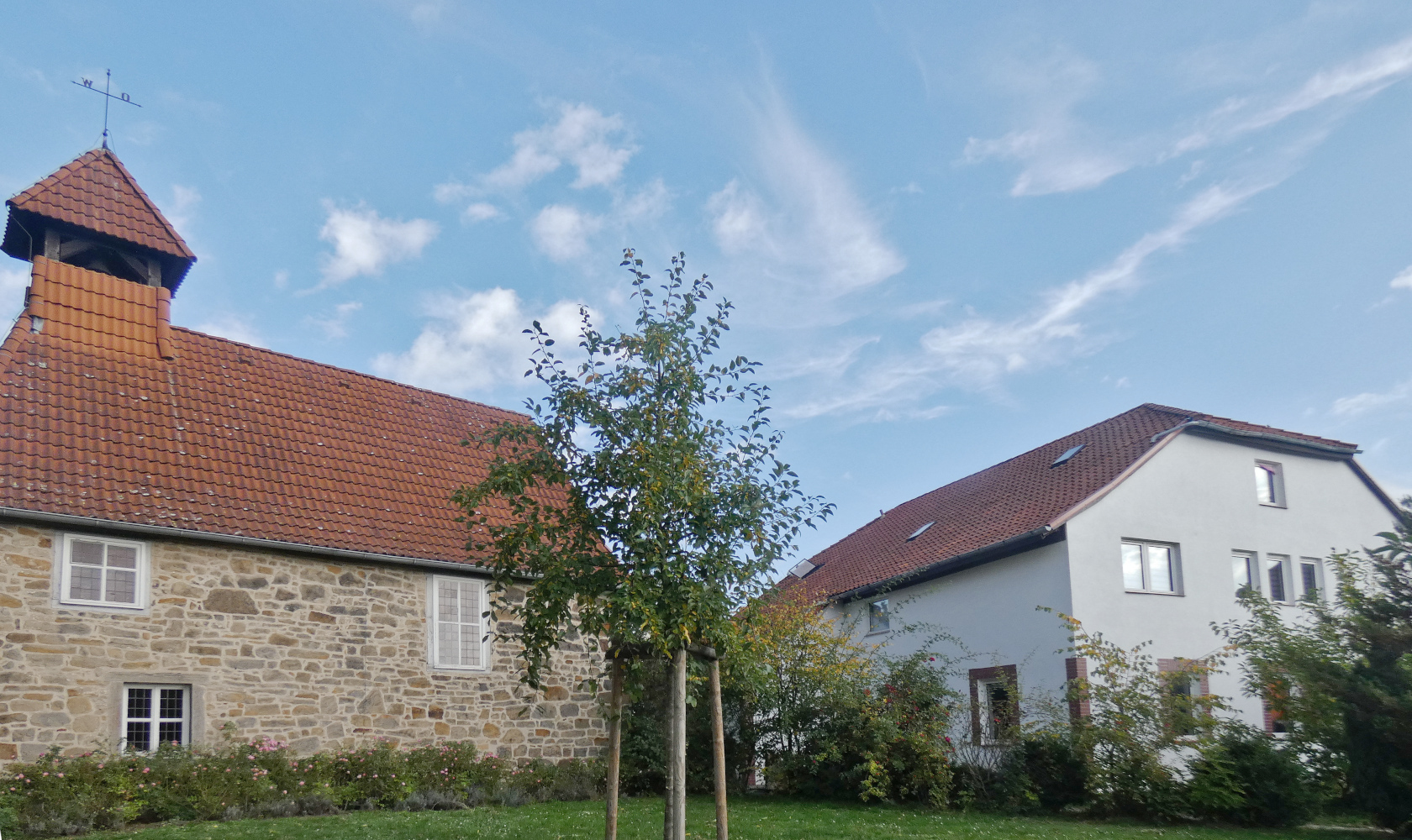
Die Osterkapelle und das Schulhaus

Seit etwa dem Jahr 1700 gab es in Linderte eine Schule. Der Lehrer hatte zusätzlich Tätigkeiten in der Kapelle Linderte zu verrichten.
Durch einen Großbrand im Jahr 1824 wurden zahlreiche Gebäude in Linderte zerstört oder beschädigt. Darunter war auch das damalige, 1768 erbaute Schulgebäude. Dieses stand etwa 50 m östlich, beim späteren Standort der Heimatstube Linderte.
Im Jahr 1825 vereinbarten die beiden Gemeinden Linderte und Vörie, unmittelbar neben der Kapelle Linderte ein neues gemeinsames Schulhaus zu errichten. An den Bauarbeiten waren Bauern und Handwerker aus beiden Dörfern beteiligt. Die Brandkasse zahlte 225 Taler und jedes der beiden Dörfer musste 378 Reichstaler und 28 Mariengroschen für den Bau zahlen.
In den Jahren von 1912 bis 1919, unterbrochen durch den Ersten Weltkrieg, wurde das Schulhaus umgebaut.
Bei der Trennung von Staat und Kirche nach dem Ersten Weltkrieg kam das Schulhaus in öffentliche Hand.
Außer in den Jahren von 1950 bis 1954 wurde in der Schule die Kinder aller Jahrgänge gleichzeitig in einem Raum unterrichtet.
Bis 1966 besuchten die Kinder aus Linderte und bis 1956 auch die aus Vörie die Schule in Linderte. Spätere Jahrgänge aus beiden Orten besuchten die Grundschule in Weetzen.
1969 wurde Linderte ein Ortsteil von Ronnenberg. Das ehemalige Schulhaus an der Schulstraße 1 wurde vorübergehend der Sitz der Linderter Verwaltungsnebenstelle der Gemeinde, beziehungsweise seit 1975 Stadt Ronnenberg. 1986 verkaufte die Stadt das mittlerweile denkmalgeschützte Gebäude zu Wohnzwecken an einen Privateigentümer.
Nach dessen Tod wurde das stark sanierungsbedürftige Gebäude im Jahr 2014 versteigert.

## Beschreibung

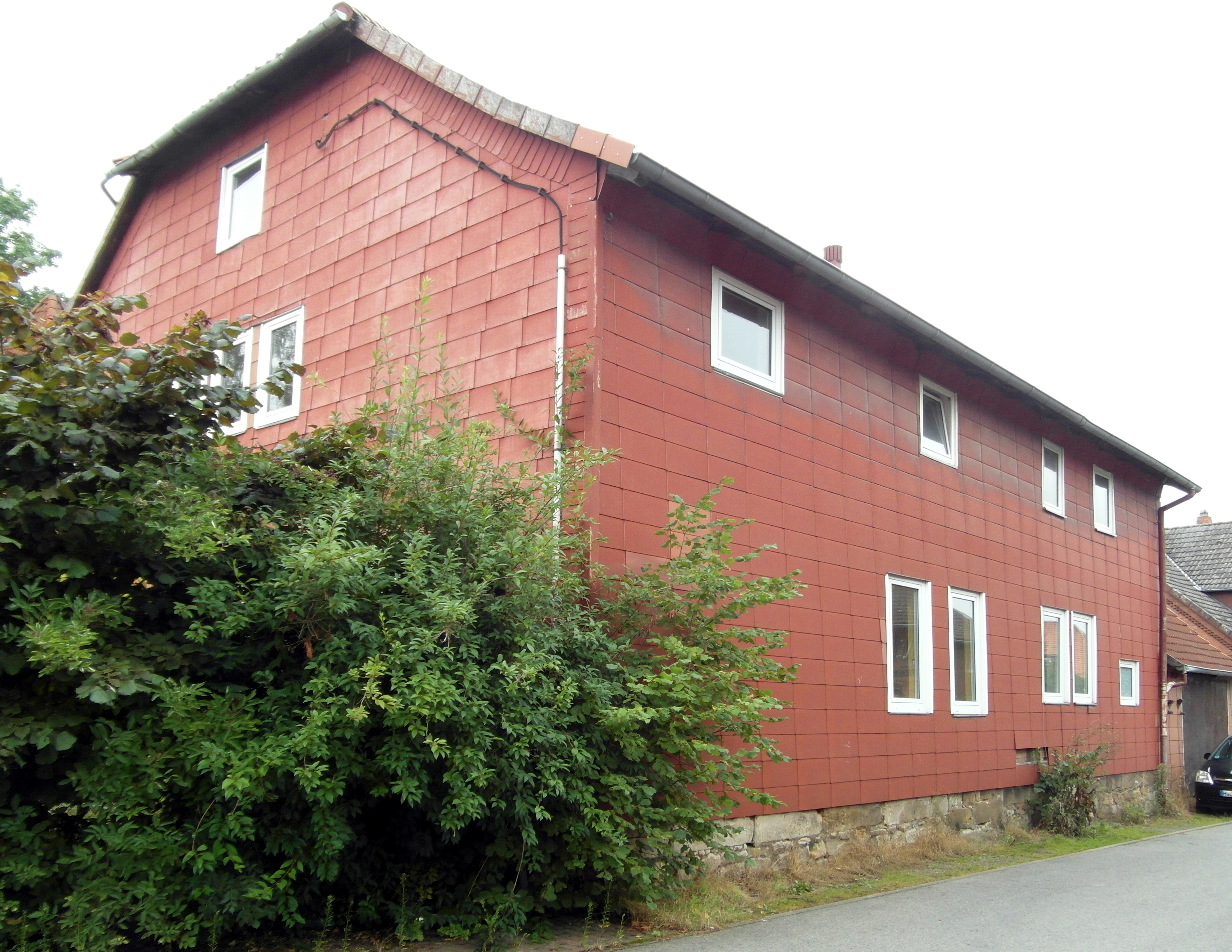
Die ehemalige Schule 2014

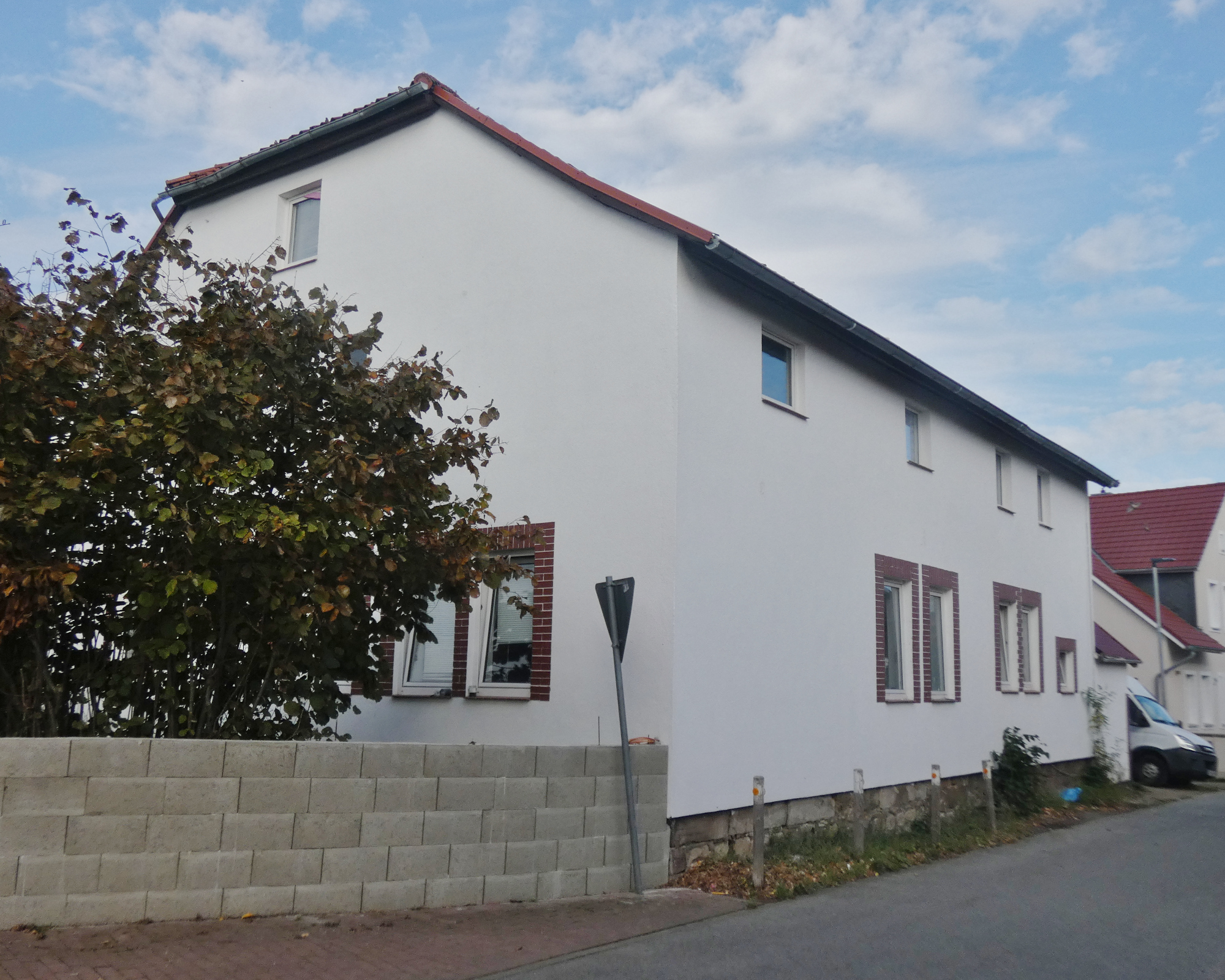
Die ehemalige Schule 2019

Das frühere Schulhaus ist ein einfacher zweigeschossiger Fachwerkbau.
Für den Lehrer gab es eine Wohnung im Obergeschoss.
Das Gebäude wurde im 20. Jahrhundert mit rötlichen Platten verkleidet. Nach dem Jahr 2014 wurde diese Verkleidung wohl bei der Gebäudesanierung beseitigt. Das Gebäude hat seither weißen Putz und einige durch Ziegel betonte Fensteröffnungen im Erdgeschoss.
Das als massives Mehrfamilienhaus mit Anbau beschriebene Gebäude hatte im Jahr 2014 insgesamt 416 m² Wohnfläche. Es steht auf einem knapp 900 m² großen Grundstück. Mit der ebenfalls denkmalgeschützten benachbarten Kapelle bildet das Schulhaus eine Gruppe baulicher Anlagen in der Ortsmitte.

## Ehemalige Lehrer
- Christian Block (etwa 1664)
- Friedrich Knolle (etwa 1686)
- Herr Endorf (1720–1760)
- Hermann Wöhler (1760–1821)
- Johann Georg Leser (1821–1865)
- Herr Basse (1865–1879)
- Johann Heinrich Becker (1879–1903)
- Friedrich Egelriede (1903–1910)
- August Hitzemann (1910–1952)[3]

## Sonstiges
In der Heimatstube Linderte sind unter anderem die originalen Schulbänke aus der alten Linderter Schule ausgestellt.